# NGC 1331
NGC 1331 je galaksija u zviježđu Eridan.

## Vanjske poveznice
- SEDS: NGC 1331